# 용연초등학교 (경남)
용연초등학교는 대한민국 경상남도 양산시에 있는 공립 초등학교이다.

## 학교 연혁
- 1940년 6월 17일 용연간이학교 개교
- 1943년 4월 30일 용연국민학교 개교
- 1976년 3월 12일 문교부 선정 새마을 우수학교
- 1982년 12월 31일 경상남도교육청 선정 새마을 우수학교
- 1988년 12월 31일 경상남도교육청 선정 실과 교육 우수학교
- 1992년 12월 21일 경상남도교육청 선정 미술과 교육 우수학교
- 1996년 3월 1일 용연초등학교로 개칭
- 1997년 11월 20일 농어촌 거점 육성 학교 준공
- 2001년 11월 13일 경상남도 양산교육청 지정 교실 수업개선 시범학교
- 2002년 6월 1일 교육부 주관 한국교육개발원 학교 종합평가 대상학교 운영
- 2004년 3월 1일 경남교육청 지정 평생교육 지역 중심학교
- 2004년 3월 1일 교육부 지원 학교도서관 활성화 대상학교 지정
- 2010년 3월 1일 경상남도교육청 지정 학력향상 지역 중심학교
- 2011년 3월 1일 특수학급 설치 7학급 편성
- 2012년 3월 2일 다목적 강당 청솔관 준공
- 2013년 3월 1일 지역연합방과후학교 운영
- 2013년 3월 1일 기초학력향상 지역중심학교 운영
- 2014년 3월 1일 제26대 김영기 교장 취임
- 2015년 2월 13일 제68회 졸업(총 졸업생 수 2,822명)

## 참고 자료
- 용연초등학교 - 한국교육학술정보원 학교알리미